# زائدة إبرية للزند
تقع الزائدة الإبرية للزند (بالإنجليزية: Ulnar styloid process)‏ في النهاية البعيدة لعظم الزند وتبرز من الجزء الخلفي الإنسي من العظم، وتنزل لأسفل قليلا عن رأس الزند. يرتكز على رأسها المستدير الرباط الجانبي الزندي (بالإنجليزية:  ulnar collateral ligament)‏ لرسغ اليد.
يفصل ما بين الزائدة الإبرية للزند ورأس الزند انخفاض يرتكز عليه قمّة الغضروف المليّف المثلثي ، ومن الخلف ثلم ضحل غير عميق يتصل به وتر العضلة الزندية الباسطة للرسغ.

## الكسور
نادرا ما تحتاج كسور الزائدة الإبرية للزند للعلاج إذا ما انكسر معها الجزء البعيد لعظم الكعبرة.
الاستثناء الرئيسي لهذا هو عندما يصبح المفصل الكعبري الزندي القاصي غير مستقرّ، وعندها، يحتاج كسر الزائدة الإبرية للزند لعلاج مستقل.

## وصلات خارجية
- درسٌ تشريحي حول lesson4bonesofantforearm مُعدٌ بواسطة ويسلي نورمان (جامعة جورجتاون).

## صور إضافية

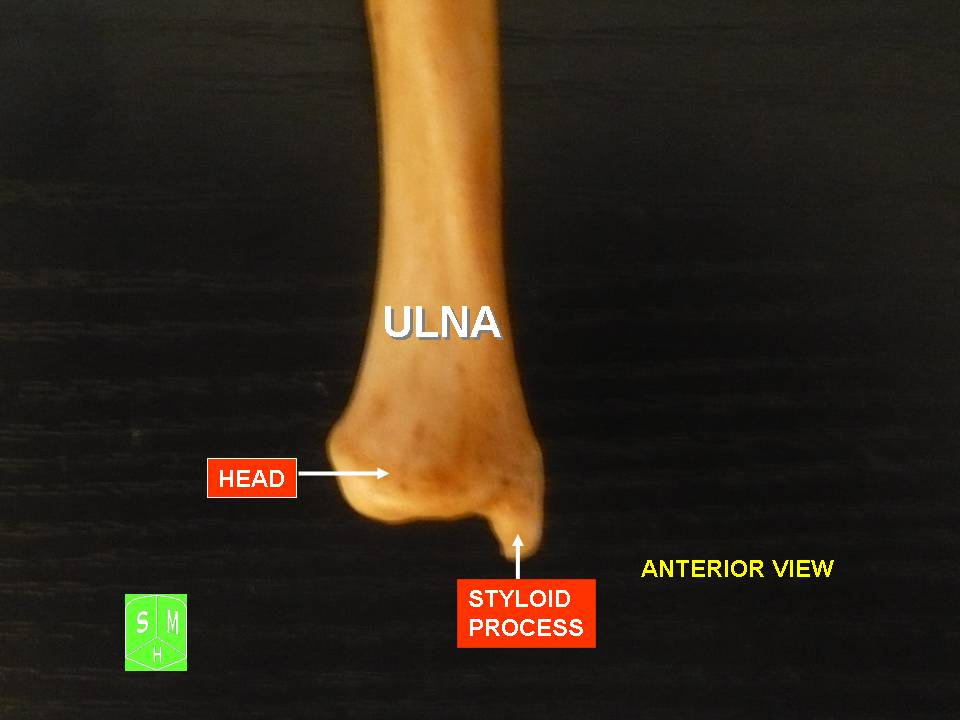
الزائدة الإبرية للزند تظهر ناتئة من العظم أسفل يمين الصورة.
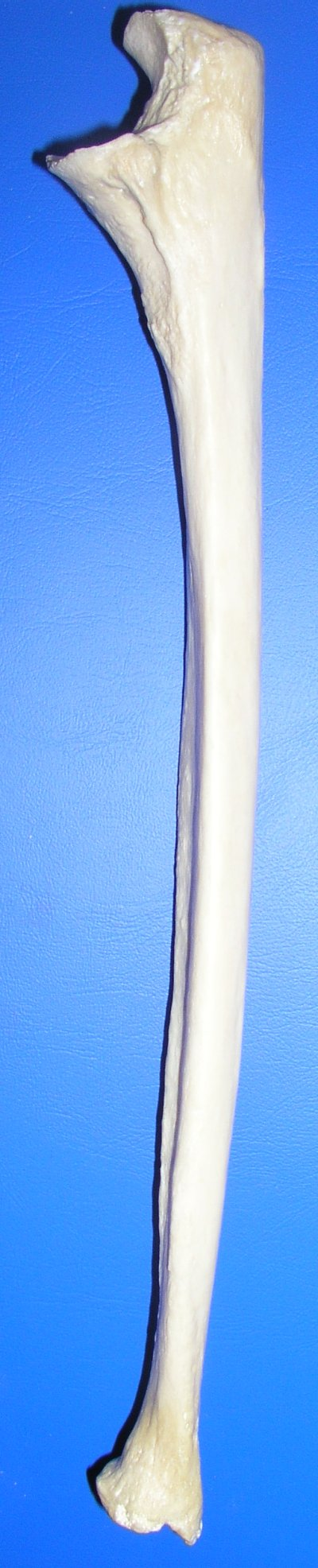
الزائدة الإبرية للزند تظهر ناتئة في نهاية العظم السفلية. عرض إنسي.
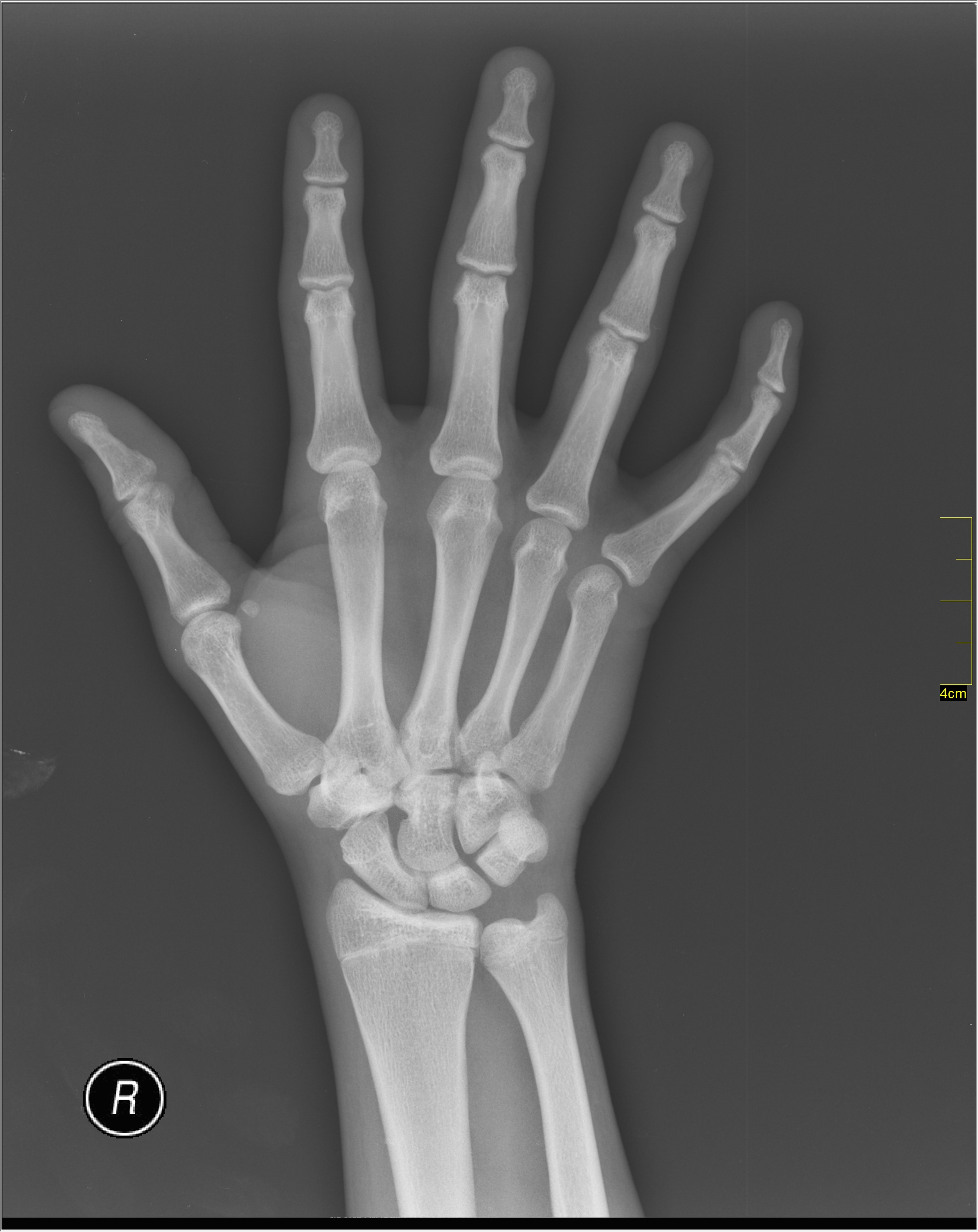
صورة بالأشعة السينية لليد اليمنى. رأس الزند هو العظم الطويل ، أسفل يمين الصورة. الزائدة الإبرية للزند تظهر ناتئة في نهاية العظم.
عظام الذراعين.